# Gustav Hermann Christoph von Benckendorff

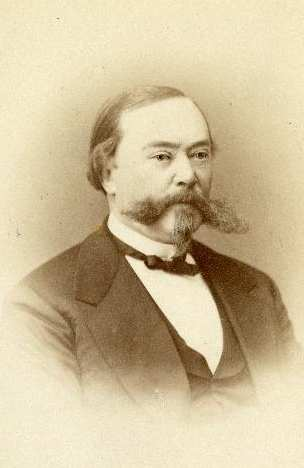
Gustav Hermann Christoph von Benckendorff

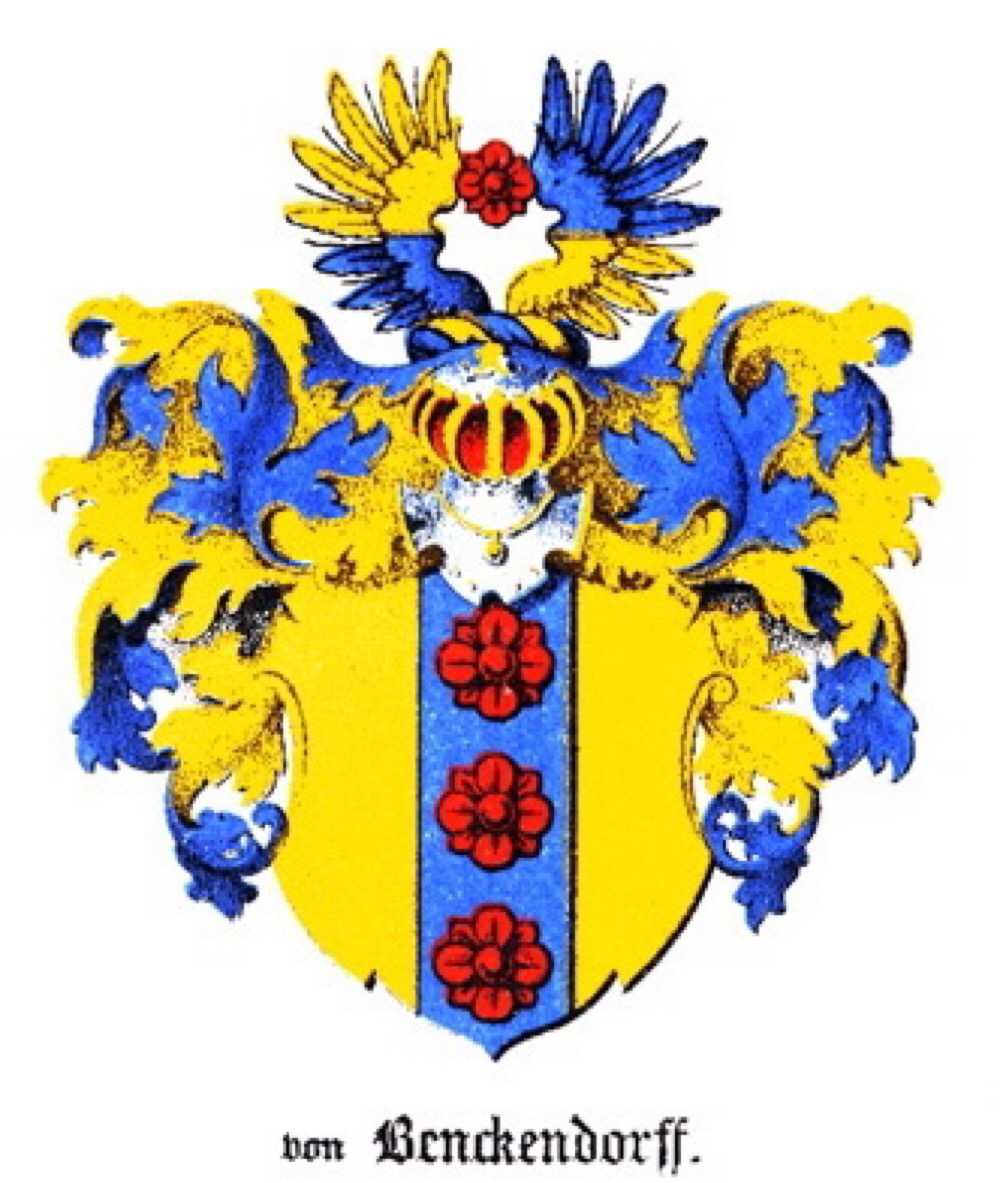
Wappen der Adelsfamilie „von Benckendorff“ (Estland)

Gustav Hermann Christoph von Benckendorff (Rufname: Hermann, russisch: Ермолай Павлович Бенкендорф, фон, * 23. Januar 1815 in Gilsenhof bei Kiltsi, Estland; † 6. November 1883 in Liigvalla, Estland) war ein estländischer Großgrundbesitzer, estländischer Landrat und Ritterschaftshauptmann der Estländischen Ritterschaft.

## Leben
Gustav Hermann besuchte die Ritter- und Domschule zu Reval und wechselte danach auf die Junkerschule nach Sankt Petersburg. 1834 trat er als Kornett in die Chevalier-Garde-Regiment, ebenfalls in St. Petersburg, ein und nahm 1840 als Stabsrittmeister seinen Abschied. Er wurde Großgrundbesitzer der Güter Löwenwolde, Warrung und Jendel in Estland und wurde in das Amt des örtlichen Hakenrichters berufen. Von 1851 bis 1854 war er Ritterschaftshauptmann der Estländischen Ritterschaft. Danach war er von 1856 bis 1865 Landrat.

## Familie
Gustav Hermann war der Sohn von Paul Friedrich von Benckendorff (1784–1841) und dessen Ehefrau Elisabeth, einer geborenen Rehbinder. Er heiratete 1842 in Reval Marie von Löwenstern, ihre Nachkommen waren:
- Elisabeth Katharina Friederike von Benckendorff (1843–1888), verheiratet mit Julius Schilling auf Orgena im Kreis Järva † 1897
- Paul Ludwig Hermann von Benckendorff, Herr auf Löwenwolde und Warrang (* 31. Oktober 1845 in Warrang; † 13. Oktober 1902), verh. mit Anna von Stackelberg (1853–1882)
- Alexander Gustav Konstantin von Benckendorff (* 7. Dezember 1846 in Warrang; † 1910), Kreisdeputierter, verh. mit Margarethe von Bremen (1856–1919)
- Marie von Benckendorf (1848–1922) verh. mit Paul von Wredega († 1899)